# Korsarz (powieść Josepha Conrada)
Korsarz (ang. The Rover) – ostatnia ukończona powieść Josepha Conrada, opublikowana w 1923.
Pierwsze polskie tłumaczenie wydały w 1947 wydawnictwa Instytut Wydawniczy „Biblioteka Polska” i St. Jamiołkowski & T. J. Evert, przekładu dokonał Jerzy Bohdan Rychliński.
Motto książki, wzięte z Edmunda Spensera, które znalazło się także na nagrobku Conrada, brzmi: „Sen po trudzie, port po wzburzonych morzach, Spokój po wojnie, śmierć po życiu, cieszy ogromnie”. Powieść jest opatrzona dedykacją: „Tę opowieść o ostatnich dniach francuskiego Brata Wybrzeża ofiaruję w dowód przyjaźni G. Jean Aubry’emu”.

## Historia wydania
Conrad zaczął pisać powieść w 1921, odpoczywając od pisania innej powieści, W zawieszeniu. Skończył ostatnie poprawki 16 lipca 1922.

## Fabuła
Jean Peyrol, starszy, znużony francuski żeglarz, przybywa na farmę w pobliżu Tulonu. Farma jest własnością Arlette, pięknej młodej kobiety, której rodzice zginęli w czasie Rewolucji francuskiej. Oboje bohaterowie stronią od ludzi. Ale Peyrol musi podjąć jeszcze jeden wysiłek, by pomóc swojemu krajowi. Gdy Napoleon Bonaparte dochodzi do władzy, na farmę przybywa młody porucznik marynarki wojennej, Réal, który ma wypełnić misję przeciwko angielskiej flocie na Morzu Śródziemnym. Arlette zakochuje się w poruczniku, a Peyrol zostaje wciągnięty w jego działania.

## Recepcja
Sam Conrad nazwał swą powieść „książką sentymentów – wielu sentymentów”, ale nie miał o niej zbyt dużego mniemania. Pisał, że „z pewnością się nie wyróżnia”. Zdzisław Najder pisze, że „w późnej twórczości Conrada to jedyny utwór, który rzeczywiście angażował wiele głębokich uczuć pisarza: nostalgię za Morzem Śródziemnym, niechęć do rewolucji, nabyty patriotyzm angielski”. 
Książka odniosła rekordowy sukces. Pierwszy nakład wyniósł 40 tys. egzemplarzy. Niemniej, jak pisze Najder, odbiór powieści był odwrotnością publikacji pierwszych książek Conrada sprzed ćwierć wieku: popularność był wielka, zaś opinie krytyków niechętne. Powieść określano jako: komercjalną, sztuczną i przesłodzoną, bladą bez życia. 

## Ekranizacje
Powieść została zekranizowana pod tytułem L'avventuriero (polski tytuł Awanturnik, 1967), reż. Terence Young, w rolach głównych Anthony Quinn, Rosanna Schiaffino i Rita Hayworth.